# Almino Afonso (Brasile)
Almino Afonso è un comune del Brasile nello Stato del Rio Grande do Norte, parte della mesoregione dell'Oeste Potiguar e della microregione di Umarizal.